# 고사이 히로키
고사이 히로키(香西 洋樹, こうさい ひろき 1933년 2월 8일 ~ )는 일본의 천문학자이다. 혜성과 소행성을 연구했으며, 많은 소행성을 발견했다.
오카야마현 구라시키시에서 태어났다. 게이오기주쿠 대학 문학부를 중퇴했다. 문과 계열 출신이지만, 아마추어 천문가가 아닌 일본국립천문대 광학 적외선 천문학 연구실 조교수를 지낸 학자로, 일본의 천문학계에서도 이색적인 존재이다. 국립천문대를 물러난 후 돗토리시 아스트로파크 사지 천문관장을 지냈다.
1976년부터 1986년까지 92개의 소행성을 공동 발견하였는데, 그 중 91개는 후루카와 기이치로와 함께 발견한 것이다. 소행성 3370 고사이는 그를 기념하여 이름붙여지기도 했다.
그는 "스키프-고사이 혜성"(D/1977 C1)을 발견하기도 했으나, 2006년부터 혜성은 행방불명 상태이다.